# Condado de Franklin (Vermont)
El condado de Franklin (en inglés: Franklin County), fundado en 1777, es uno de los catorce condados del estado estadounidense de Vermont. En el 2010 el condado tenía una población de 47 746 habitantes en una densidad poblacional de 28,94 hab/km². La sede del condado es St. Albans.

## Geografía
Según la Oficina del Censo, el condado tiene un área total de 1792 km² (691,9 mi²), de la cual 1650 km² (637,1 mi²) es tierra y 142 km² (54,8 mi²) (7.94%) es agua.

### Condados adyacentes
- Condado de Orleans - este
- Condado de Lamoille - sureste
- Condado de Chittenden - suroeste
- Condado de Grand Isle - oeste
- Municipio regional de condado de Brome-Missisquoi (Quebec) - norte

## Demografía
En el 2000 la renta per cápita promedia del condado era de $41,659, y el ingreso promedio para una familia era de $46,733. En 2000 los hombres tenían un ingreso per cápita de $32,009 versus $24,078 para las mujeres. El ingreso per cápita para el condado era de $17,816. Alrededor del 9.00% de la población estaba bajo el umbral de pobreza nacional.

## Localidades

### Ciudad
St. Albans 

### Pueblos
Bakersfield |
Berkshire |
Enosburgh |
Fairfax |
Fairfield |
Fletcher |
Franklin |
Georgia |
Highgate |
Montgomery |
Richford |
Sheldon |
Swanton |
St. Albans 

### Villas
Enosburg Falls |
Richford |
Swanton 

### Área no incorporada
Morses Line 